# 田尻町 (川崎市)
田尻町（たじりちょう）は、神奈川県川崎市中原区の地名。丁目のない単独行政地名。住居表示未実施区域。

## 地理
南武線と国道409号（府中街道）の間に位置し、北は北谷町、北西端で市ノ坪、東・南は上平間、西は幸区鹿島田3丁目と接する。

## 歴史
1936年（昭和11年）1月 耕地整理により北谷町とともに上平間から起立した。
地名の由来は水路の末端の通称田尻と呼ばれていた地域に開かれたところによると思われる。

## 世帯数と人口
2025年（令和7年）6月30日現在（川崎市発表）の世帯数と人口は以下の通りである。
| 町丁   | 世帯数    | 人口    |
| ------ | --------- | ------- |
| 田尻町 | 1,324世帯 | 2,055人 |

### 人口の変遷
国勢調査による人口の推移。
| 年                 | 人口  |
| ------------------ | ----- |
| 1995年（平成7年）  | 1,988 |
| 2000年（平成12年） | 1,952 |
| 2005年（平成17年） | 1,891 |
| 2010年（平成22年） | 2,002 |
| 2015年（平成27年） | 2,067 |
| 2020年（令和2年）  | 2,079 |

### 世帯数の変遷
国勢調査による世帯数の推移。
| 年                 | 世帯数 |
| ------------------ | ------ |
| 1995年（平成7年）  | 958    |
| 2000年（平成12年） | 997    |
| 2005年（平成17年） | 1,056  |
| 2010年（平成22年） | 1,169  |
| 2015年（平成27年） | 1,230  |
| 2020年（令和2年）  | 1,288  |

## 学区
市立小・中学校に通う場合、学区は以下の通りとなる（2022年3月時点）。
| 番地 | 小学校             | 中学校             |
| ---- | ------------------ | ------------------ |
| 全域 | 川崎市立平間小学校 | 川崎市立平間中学校 |

## 事業所
2021年（令和3年）現在の経済センサス調査による事業所数と従業員数は以下の通りである。
| 町丁   | 事業所数  | 従業員数 |
| ------ | --------- | -------- |
| 田尻町 | 112事業所 | 678人    |

### 事業者数の変遷
経済センサスによる事業所数の推移。
| 年                 | 事業者数 |
| ------------------ | -------- |
| 2016年（平成28年） | 126      |
| 2021年（令和3年）  | 112      |

### 従業員数の変遷
経済センサスによる従業員数の推移。
| 年                 | 従業員数 |
| ------------------ | -------- |
| 2016年（平成28年） | 701      |
| 2021年（令和3年）  | 678      |

## 交通

### 鉄道
当地にJR南武線の平間駅がある。

### 道路
当地の西端を国道409号（府中街道）、北端を東京都道・神奈川県道111号大田神奈川線（ガス橋通り）が通過している。

### バス
東急バスが、川崎駅ラゾーナ広場、市民ミュージアム、小杉駅東口、高津駅方面、川崎市バスが、元住吉・井田病院方面などへのバスを運行している。

## 施設
- 川崎田尻郵便局

## その他

### 日本郵便
- 郵便番号 : 211-0014[4]（集配局 : 中原郵便局[17]）

### 警察
町内の警察の管轄区域は以下の通りである。
| 番・番地等 | 警察署     | 交番・駐在所 |
| ---------- | ---------- | ------------ |
| 全域       | 中原警察署 | 上平間交番   |